# ستونچه درفشی
ستونچه دِرَفشی (نام علمی: Austrocylindropuntia subulata) نام یک گونه از سرده کاکتوس‌های ستونی جنوبی است.
نام آن به درفش‌مانند بودن برگ‌های آن اشاره دارد.